# Sweetwater (Texas)
Sweetwater és una població dels Estats Units a l'estat de Texas. Segons el cens del 2000 tenia 11.415 habitants.

## Demografia
Segons el cens del 2000, Sweetwater tenia 11.415 habitants, 4.545 habitatges, i 3.017 famílies. La densitat de població era de 439,9 habitants per km².
Dels 4.545 habitatges en un 32,8% hi vivien nens de menys de 18 anys, en un 47,7% hi vivien parelles casades, en un 14,5% dones solteres, i en un 33,6% no eren unitats familiars. En el 29,7% dels habitatges hi vivien persones soles el 14,4% de les quals corresponia a persones de 65 anys o més que vivien soles. El nombre mitjà de persones vivint en cada habitatge era de 2,45 i el nombre mitjà de persones que vivien en cada família era de 3,05.
Per edats la població es repartia de la següent manera: un 28,1% tenia menys de 18 anys, un 8,9% entre 18 i 24, un 26% entre 25 i 44, un 21,1% de 45 a 60 i un 15,8% 65 anys o més.
L'edat mediana era de 36 anys. Per cada 100 dones de 18 o més anys hi havia 86,7 homes.
La renda mediana per habitatge era de 24.293 $ i la renda mediana per família de 29.953 $. Els homes tenien una renda mediana de 27.722 $ mentre que les dones 18.064 $. La renda per capita de la població era de 13.065 $. Aproximadament el 20,5% de les famílies i el 23,7% de la població estaven per davall del llindar de pobresa.

## Poblacions més properes
El següent diagrama mostra les poblacions més properes.